# Parafia św. Marii Magdaleny w Fenton
Parafia św. Marii Magdaleny – parafia prawosławna w Fenton. Jedna z parafii Diecezji Bułgarskiej Kościoła Prawosławnego w Ameryce.
Parafia powstała w 2002. Jest to etnicznie bułgarska placówka duszpasterska. Obecna cerkiew została wzniesiona w latach dziewięćdziesiątych. Parafia prowadzi program edukacji religijnej dla dorosłych Orthodoxy One on One.